# Représentations diplomatiques de Saint-Vincent-et-les-Grenadines

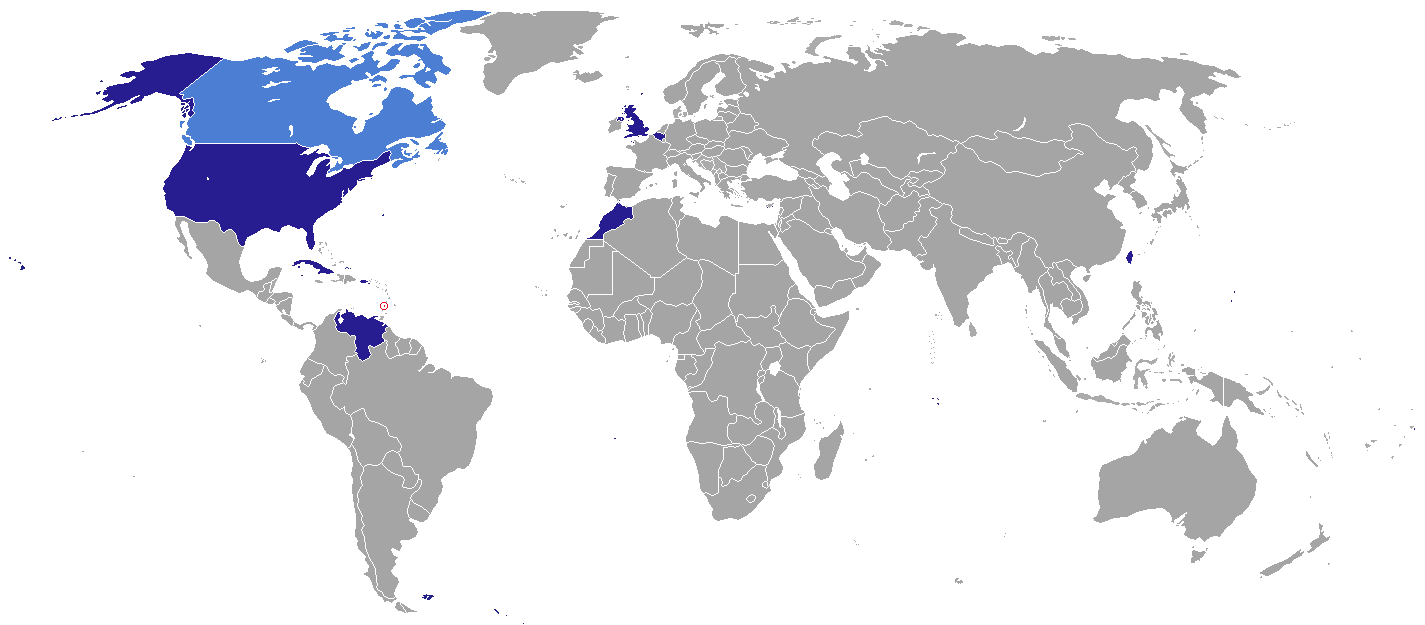
Représentations diplomatiques de Saint-Vincent-et-les-Grenadines.

Voici les représentations diplomatiques de Saint-Vincent-et-les-Grenadines à l'étranger :

## Amérique

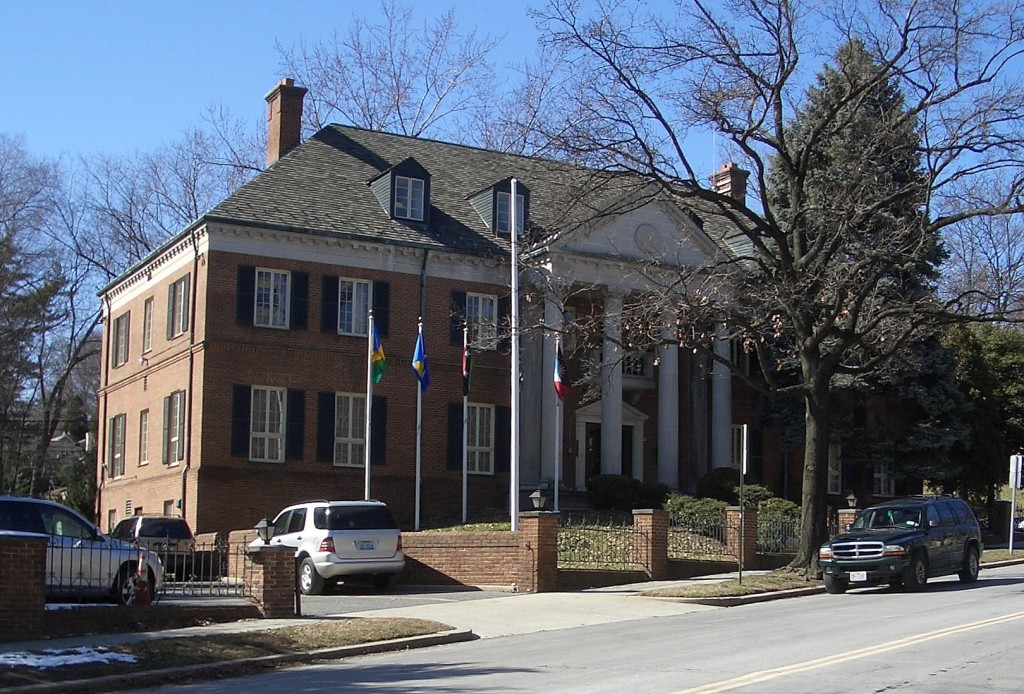
Ambassade de Saint-Vincent-et-les-Grenadines à Washington.

- Canada
  - Toronto (consulat général)
- Cuba
  - La Havane (ambassade)
- États-Unis
  - Washington (ambassade)
  - New York (consulat général)
- Venezuela
  - Caracas (ambassade)

## Europe
- Belgique
  - Bruxelles (ambassade)
- Royaume-Uni
  - Londres (haute Commission)

## Organisations internationales
- Bruxelles  (mission permanente auprès de l'Union européenne)
- New York (mission permanente auprès de l'Organisation des Nations unies)
- Washington (mission permanente auprès de l'Organisation des États américains)